# NGC 7149
NGC 7149 é uma galáxia elíptica (E) localizada na direcção da constelação de Pegasus. Possui uma declinação de +03° 18' 06" e uma ascensão recta de 21 horas, 52 minutos e 11,6 segundos.
A galáxia NGC 7149 foi descoberta em 15 de Setembro de 1865 por Heinrich Louis d'Arrest.